# The Red Flag
The Red Flag, eller i den svenska översättningen Den röda fanan, är en kampsång som är stor i den engelska arbetarrörelsen. Melodin är O Tannenbaum. Den författades av Jim Connell.
The Red Flag har översatts till svenska minst två gånger: redan 1920 kunde man i Stormklockan finna en översättning av Ture Nerman. Den idag vanligast förekommande översättningen är gjord av Ture Agrup senast 1934, då den publicerades i Tidens sångbok.

## Källhänvisningar
1. 1 2  Kokk, Enn (1970). Upp till kamp! Sånger om arbete, frihet och fred. Lund: Bokförlaget Prisma. sid. 20. Libris 2250998